# IJshaven

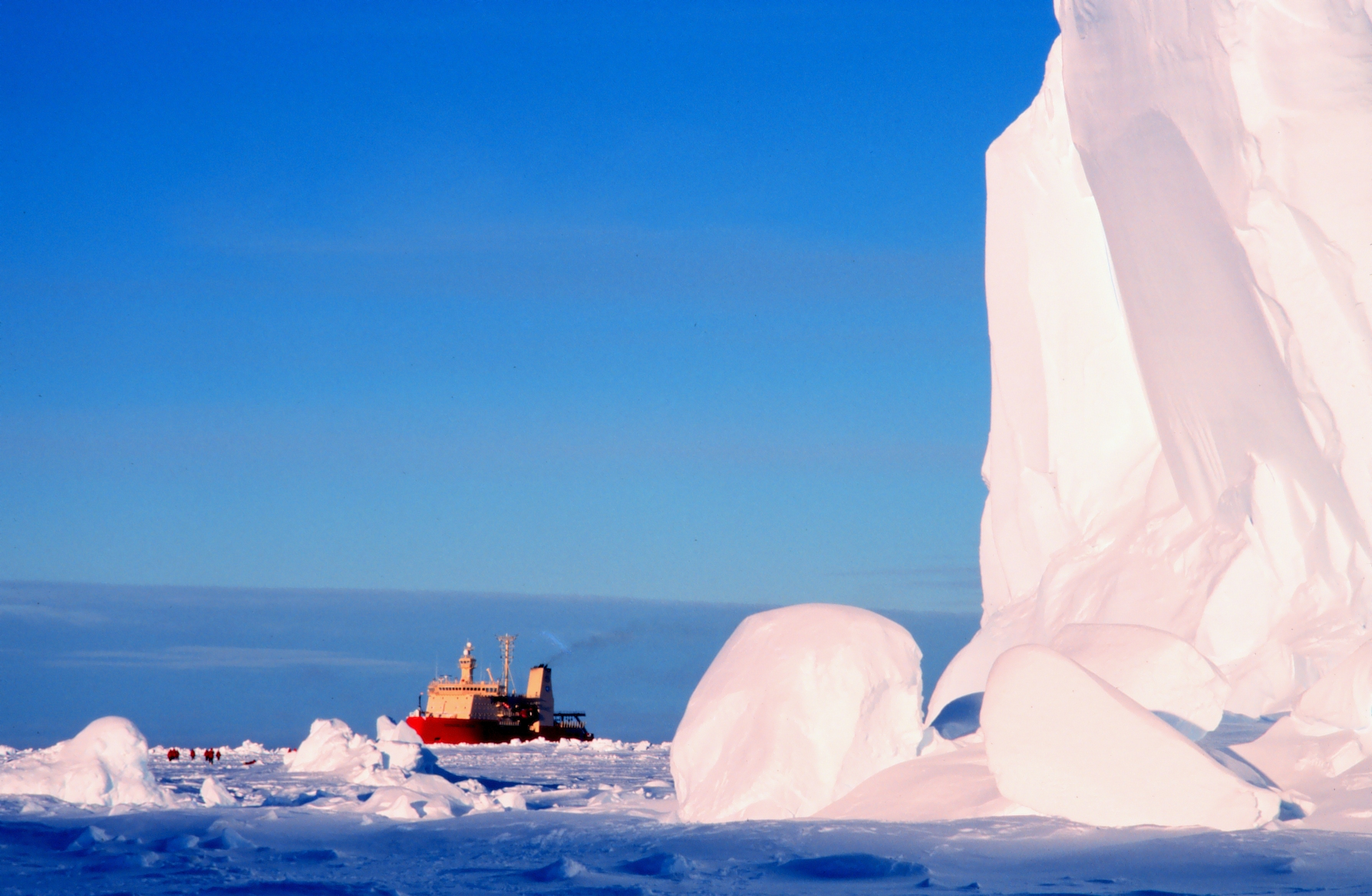
Een ijsbreker in de ijshaven Bay of Whales.

Een ijshaven is een natuurlijke haven in het ijs. Het is een min of meer permanente inkeping aan de voorkant van een ijsplaat, die kan dienen als een natuurlijke haven. Hoewel ijshavens nuttig zijn, zijn ze niet altijd betrouwbaar omdat het afkalven van omliggende ijsplaten een ijshaven tijdelijk onstabiel en onbruikbaar kan maken.
IJshavens hebben een cruciale rol gespeeld in de verkenning van Antarctica. De Bay of Whales (ontdekt en benoemd door Ernest Shackleton in de Nimrod in 1908) diende als basis voor verschillende belangrijke Antarctische expedities van onder anderen Roald Amundsen en Richard Evelyn Byrd. Norselbukta was in 1949 van groot belang bij de Noors-Brits-Zweedse Antarctische expeditie.
De benaming ijshaven werd in 1956 voor het eerst voorgesteld door het Advisory Committee on Antarctic Names om "afzettingen van ijsplaten, onderhevig aan wijzigingen, die verankering of mogelijke toegang tot het bovenoppervlak van een ijsplaat kunnen bieden via ijshellingen langs een of meer zijden" aan te duiden.

## IJshavens op Antarctica
- Bay of Whales
- Atkabaai (of Atka-ijshaven)
- Erskinebaai (of Erskine-ijshaven)
- Godel-ijshaven
- Norselbukta